# Psammisia pterocalyx
Psammisia pterocalyx är en ljungväxtart som beskrevs av J.L. Luteyn. Psammisia pterocalyx ingår i släktet Psammisia och familjen ljungväxter. Inga underarter finns listade i Catalogue of Life.